# امیرآباد (سغدر)
امیرآباد روستایی در دهستان سغدر بخش جبالبارز شهرستان جیرفت استان کرمان ایران است.

## جمعیت
بر پایه سرشماری عمومی نفوس و مسکن در سال ۱۳۹۵ جمعیت این مکان ۲۳ نفر (۸خانوار) بوده‌است.